# Virginia's Blue Ridge-TWENTY24
Virginia's Blue Ridge-TWENTY24 is een Amerikaanse wielerploeg voor vrouwen.
Het team werd in 2005 opgericht onder de naam ProMan Hit Squad en ging in 2010 verder als Twenty12. Deze naam verwijst naar het jaar 2012, omdat het rensters ondersteunt in de aanloop naar de Olympische Zomerspelen 2012. In dat jaar kreeg het team een UCI-licentie onder de naam Exergy Twenty12. Vanaf 2013 had het team verschillende variaties op de naam Twenty16, in de aanloop naar de Olympische Zomerspelen 2016. Vanaf 2017 tot 2019 heette het team Sho-Air TWENTY20, ook nu een verwijzing naar de Olympische Zomerspelen 2020. Tussen 2020 en 2022 was de ploeg niet actief, in 2023 werd de ploeg heropgericht onder de naam Virginia's Blue Ridge-TWENTY24. Ditmaal een verwijzing naar de Olympische Zomerspelen 2024.
De bekendste renster bij het team was Kristin Armstrong; zij won goud op de Olympische tijdrit in 2012 en 2016. Zij stopte na 2016 als renster, maar bleef bij de ploeg actief als trainer/coach.

## Rensters

### 2019
| Naam               | Geboortedatum | Nationaliteit       | Vorige ploeg            |
| ------------------ | ------------- | ------------------- | ----------------------- |
| Sofia Arreola      | 22-04-1991    | Mexico              |                         |
| Simone Boilard     | 21-07-2000    | Canada              |                         |
| Erica Clevenger    | 01-05-1994    | Verenigde Staten    |                         |
| Margot Clyne       | 27-02-1995    | Verenigde Staten    |                         |
| Allie Dragoo       | 17-12-1989    | Verenigde Staten    | Cervélo-Bigla           |
| Jasmin Duehring    | 08-07-1992    | Canada              | Rally Cycling           |
| Chloé Dygert       | 01-01-1997    | Verenigde Staten    |                         |
| Emma Grant         | 30-09-1991    | Verenigd Koninkrijk | Team Tibco              |
| Jennifer Luebke    | 01-04-1986    | Verenigde Staten    | Hagens Berman-Supermint |
| Shayna Powless     | 08-01-1994    | Verenigde Staten    |                         |
| Stephanie Roorda   | 03-12-1986    | Canada              |                         |
| Georgia Simmerling | 11-03-1989    | Canada              |                         |
| Jennifer Valente   | 24-12-1994    | Verenigde Staten    |                         |
| Melanie Wong       | 30-10-1986    | Verenigde Staten    |                         |

### Bekende ex-rensters
- Mara Abbott (2013)
- Kaitlin Antonneau (2015-2016)
- Kristin Armstrong (2015-2016)
- Lauren Hall (2015)
- Kaitlin Keough (2013, 2015-2016)
- Carmen Small (2015)
- Alison Tetrick (2013)